# Біблійна гора Синай
Ця стаття про біблійну гору. Для сучасної гори Синай див. Синай (гора), решту значень див. Синай.
Сина́й — гора на Близькому Сході, яка згадується у Старому Заповіті Біблії як місце, де Бог вручив Мойсею кам'яні таблиці з десятьма заповідями. Про реальне розташування гори існує декілька версій.
За однією з них гора розташована на півдні Синайського півострова в Єгипті.
За іншою — це погаслий вулкан на півночі Аравійського півострова. У той час на території Палестини на вершинах майже кожної гори розміщувались жертівники та приносились жертви, всі ці гори вважались священними. Тому будь-яка з багатьох священних гір могла бути біблійною горою Синай або Хорив (Хореб).